# Cuscatlán
Cuscatlán – jeden z 14 departamentów Salwadoru, położony w środkowej części kraju. Został ustanowiony 22 maja 1835. Początkowo jego stolicą było miasto Suchitoto, ale od 1861 jest nią miasto Cojutepeque (41,1 tys., 2007). Jedyne większe miasto poza stolicą to San Pedro Perulapán (15,0 tys., 2007)
Departament obejmuje wyżynno-górzysty (do 1100 m n.p.m.) obszar położony między doliną rzeki Lempa na północy a jeziorem Ilopango na południu. Znajduje się tutaj kilka wulkanów.

## Gminy
1. Candelaria
2. Cojutepeque
3. El Carmen
4. El Rosario
5. Monte San Juan
6. Oratorio de Concepción
7. San Bartolomé Perulapía
8. San Cristóbal
9. San José Guayabal
10. San Pedro Perulapán
11. San Rafael Cedros
12. San Ramón
13. Santa Cruz Analquito
14. Santa Cruz Michapa
15. Suchitoto
16. Tenancingo